# پنسیری لائوسیریکول
پنسیری لائوسیریکول (تایلندی: เพ็ญศิริ เหล่าศิริกุล؛ زادهٔ ۱۷ ژانویهٔ ۱۹۸۴) وزنه‌بردار اهل تایلند است.